# 霍林郭勒市军马场生态保护区
霍林郭勒市军马场生态保护区是中华人民共和国内蒙古自治区通辽市霍林郭勒市下辖的一个类似乡级单位。

## 行政区划
霍林郭勒市军马场生态保护区下辖以下村级行政区划单位：
一分公司、二分公司、三分公司、四分公司、五分公司、草业事业部、农牧业事业部和牧业事业部。